# Modunda staintoni
Espèce
Synonymes
- Salticus staintonii O. Pickard-Cambridge, 1872
- Salticus congener O. Pickard-Cambridge, 1872
- Modunda phragmitis Simon, 1901

Modunda staintoni est une espèce d'araignées aranéomorphes de la famille des Salticidae.

## Distribution
Cette espèce se rencontre de l'Afrique du Sud à l'Inde.

## Description
La carapace du mâle décrit par Prószyński en 2003 mesure 1,70 mm de long et l'abdomen 2,50 mm et la carapace de la femelle mesure 1,93 mm de long et l'abdomen 2,96 mm.

## Étymologie
Cette espèce est nommée en l'honneur d'Henry Tibbats Stainton (1822-1892).

## Publication originale
- O. Pickard-Cambridge, 1872 : General list of the spiders of Palestine and Syria, with descriptions of numerous new species, and characters of two new genera. Proceedings of the Zoological Society of London, vol. 1872, p. 212-354 (texte intégral).